# San Marzano sul Sarno
San Marzano sul Sarno – miejscowość i gmina we Włoszech, w regionie Kampania, w prowincji Salerno.
Według danych na rok 2004 gminę zamieszkiwały 9433 osoby, 1886,6 os./km².